# 국제 개발
국제 개발은 국가 간의 개발을 위한 협의를 말하며, 지구 상에 있는 국가들이 인간의 인간다운 삶을 보장하고, 삶을 영위할 수 있는 기초적인 발판을 마련하며 그들의 더 나은 삶(또는 진정한 행복)을 위해 필요한 근본적인 요소들을 바람직한 방향으로 발전시켜 장애가 되는 요소들을 제거하거나 고쳐가는 것을 뜻한다.
국제개발을 이해하기 위해서, 이 용어를 이루고 있는 각 단어를 먼저 이해해야 한다.
'국제'는 영어로 하면 International이며, '국가 간의, 지구 상에 있는 나라들 간의'라는 뜻을 지니고 있다. '개발' 또는 '발전'을 영어로 하면 Development이다. 어원을 살펴보면 '감추어져 있던 것 혹은 싸여 있던 것이 드러나다, 혹은 풀어지다.'의 의미를 갖고 있다. 이 어원을 응용하면 땅을 일구거나 천연자원 따위를 쓸모 있게 하는 것, 가진 재능을 보다 잘 발휘하도록 하는 일, 산업, 경제, 정치 따위를 보다 나은 상태로 이끌어 가는 것 등으로 단어를 풀이할 수 있다.

## 개발의 개념
개발을 정의하는 데 있어서 뜀틀의 개념을 적용시켜 보자. 뜀틀을 넘기 위해서 가장 중요한 것은 발판이다. 다시 말해, 발판은 뜀틀을 넘기 위한 최소한의 조건이라고 할 수 있다. 개발도 마찬가지로 궁극적인 목적은 바로 인간이며, 인간이 인간답게 살아갈 수 있는 최소한의 것(발판)을 마련하는 것이 개발의 시작이자 동기이다. 인간에게 해가 되고, 인간의 삶에 방해가 되는 개발은 제대로 된 개발이라고 할 수 없다.
한 단계 나아가서, 뜀틀을 뛰게 되었다면 차츰 단계를 높여가야 한다. 당연히, 단계를 높일 필요성이 확실시 되었을 경우에만 높이는 것이 옳다. 3단 정도에서만 뛰어도 충분한데 굳이 억지로 단계를 높여서 부작용을 겪을 필요는 없다. 단계는 더 나은 삶의 조건, 다른 말로 행복의 조건이다. 인간이 행복을 누리기 위해서 추가적으로 다른 조건이 필요할 때, 그 조건을 충족하기 위해 나아가는 과정이 바로 개발이다.
조건을 충족하기 위해 나아가는 과정에서 장애물이 있다면, 그런 것들은 제거하거나 고쳐나가야 한다. 개념은 이 과정 또한 포괄한다. 아마티아 센(sen,1999)의 이론에서 따온 개념이기도 하다. 빈곤이나 공공재의 부족과 같은 장애물들이 나타났을 경우, 그 과정을 해소시키는 것 또한 개발이다. 뜀틀을 할 때 진로에 방해가 되는 장애물이 있다면, 마땅히 이를 제거해야 하는 개념과 같다.

## 같이 보기
- 아프리카 개발 은행
- 아시아 개발 은행
- 국제개발연구센터
- 국제 통화 기금
- 국제학
- 그린GNP
- 세계 평화 지수
- 국민총행복지수
- 인간 개발 지수
- 더 나은 삶 지수
- Where-to-be-born 인덱스
- 세계행복보고서
- 세계 가치관 조사

## 참고 문헌
1. 개발 이론[1]
2. Development as Freedom[2]
3. 자유로서의 발전[3]
4. 국제개발과 국제원조[4]
5. 국제개발협력의 이해[5]